# Stenocorus
Stenocorus is een geslacht van kevers uit de familie van de boktorren (Cerambycidae). De wetenschappelijke naam van het geslacht werd voor het eerst geldig gepubliceerd in 1762 door Étienne Louis Geoffroy.

## Soorten
- Stenocorus alteni Giesbert & Hovore, 1998
- Stenocorus amurensis (Kraatz, 1879)
- Stenocorus auricomus (Reitter, 1890)
- Stenocorus biformis (Tournier, 1872)
- Stenocorus brunnescens (Holzschuh, 1991)
- Stenocorus cinnamopterus (Randall, 1838)
- Stenocorus copei Linsley & Chemsak, 1972
- Stenocorus cylindricollis (Say, 1824)
- Stenocorus flavolineatus (LeConte, 1854)
- Stenocorus fuscodorsalis Chen & Chiang, 1996
- Stenocorus gorodinskii Holzschuh, 1999
- Stenocorus griseopubens (Pic, 1957)
- Stenocorus heterocerus (Ganglbauer, 1882)
- Stenocorus homocerus (K. Daniel, 1900)
- Stenocorus insitivus (Germar, 1824)
- Stenocorus lepturoides Reitter, 1914
- Stenocorus longevittatus (Fairmaire, 1887)
- Stenocorus meridianus (Linnaeus, 1758) - Slanke schouderboktor
- Stenocorus minutus (Gebler, 1841)
- Stenocorus nubifer (LeConte, 1859)
- Stenocorus obtusus (LeConte, 1873)
- Stenocorus quercus (Götz, 1783)
- Stenocorus schaumii (LeConte, 1850)
- Stenocorus schizotarsus Chen & Chiang, 2002
- Stenocorus serratus Holzschuh, 1974
- Stenocorus testaceus Linsley & Chemsak, 1972
- Stenocorus trivittatus (Say, 1824)
- Stenocorus validicornis Pic, 1906
- Stenocorus vestitus (Haldeman, 1847)
- Stenocorus vittatus (Fischer-Waldheim, 1842)
- Stenocorus vittidorsum (Reitter, 1890)
- Stenocorus vittiger (Randall, 1838)

## Synoniemen
- Anisorus Mulsant, 1862